# Указ о создании Российско-американской компании
«Указ о создании под высочайшим е.и.в. покровительством Российско-американской компании» — подписанный 8 (19) июля 1799 указ императора Павла I о создании Российско-американской компании. В тот же день император утвердил «Правила для учреждаемой компании» и «Содержание привилегий для учреждаемой компании» сроком на 20 лет.

## Предыстория
19 июля 1797 года в Иркутске произошло объединение Северо-восточной американской, Северной и Курильской компаний Натальи Шелиховой с компанией иркутских купцов во главе с Николаем Мыльниковым. 22 июля 1797 года иркутский генерал-губернатор Л. Т. Нагель отправил князю А. Б. Куракину рапорт, в котором просил об утверждении императором «Американской Голикова, Шелихова и Мыльникова компании». Этот рапорт с примечаниями Коммерц-коллегии был зачитан 4 сентября 1797 года в Совете при высочайшем дворе. 9 сентября Коммерц-коллегия представила Павлу I доклад «О целесообразности образования Американской компании».
Император уже 8 сентября 1797 года издал указ для иркутского генерал-губернатора:
Соединение купцов Голикова, Шелихова и Мыльникова для совместного отправления торговли и промыслов их на американских островах почитаю полезным и оное утверждаю.
В октябре 1797 года Нагель послал императору рапорт о получении указа и создании американской коммерческой компании. 18 января 1798 года рапорт Нагеля был заслушан в Правительствующем сенате. Тем временем между компаньонами накопились финансовые проблемы, приведшие к подаче И. Л. Голиковым прошения на имя императора. Иркутские власти, узнав об этом, стали пытаться примирить стороны конфликта, и 18 июня 1798 года в Иркутске было оформлено «примирительное постановление, учинённое при посреднике генерал-майоре Новицком», а 3 августа 1798 года в Иркутске был подписан официальный акт, удостоверявший появление «Соединённой американской компании».
После того, как текст устава новой компании был доставлен в Санкт-Петербург, Коммерц-коллегия составила для императора доклад «Полное содержание дела, производимого в Коммерц-коллегии о вновь учреждаемой компании для промыслов на Северо-Западе Америки и на островах по сему морю лежащих». В этом докладе была приведена историческая справка и предлагался комплекс мер, изменяющих некоторые статьи устава компании.
Тем временем возникла необходимость урегулировать отношения с Англией по поводу территорий, занятых русскими промышленными партиями. 3 декабря 1798 года иркутский генерал-губернатор А. И. Толстой получил информацию о состоянии дел в Америке от А. А. Баранова, и 11 января 1799 года написал рапорт генерал-губернатору Сената П. В. Лопухину, особо отметив действия англичан в северной части Тихого океана. Лопухин получил рапорт 27 февраля 1799 года, и сразу передал его на высочайшее рассмотрение. Павел I направил рескрипт полномочному министру в Лондоне С. Р. Воронцову «о замашках англицких промышленников на берегах Северной Америки ко вреду заведений подданных наших чинимых, в местах первоначально оными занятых». Была выражена надежда, что британский король примет меры, чтобы «отдалить повод к каким-либо недоразумениям». После получения ответа из Лондона о том, что Великобритания не собирается соперничать с Россией из-за её промысловых районов, Коммерц-коллегия представила на высочайшее утверждение «Правила» и «Привилегии». Прежде, чем быть окончательно утверждёнными императором, эти документы прошли несколько редакций, сильно изменивших их в нескольких местах.
4 июля 1799 года в Петергофе состоялось собрание Совета при высочайшем дворе. Совет рассмотрел «Правила» и «Привилегии» созданной согласно акту от 3 августа 1798 года компании, и императору было предложено «высочайше апробировать» образование Российско-американской компании, приняв её «под е.и.в. покровительство». 7 июля 1799 года на собрании Совета, состоявшемся в Санкт-Петербурге, протокол собрания был сразу же одобрен императором, после чего прошло торжественное слушание утверждённых всех без исключения документов. 8 июля 1799 года вышел указ Павла I Правительствующему сенату.

## Содержание
Указ объявлял о создании Российско-американской компании и уточнял, что акт, составленный в Иркутске 3 августа 1798 года действителен «во всех его статьях, которые оныя правилами не отменены».
Утверждённым в тот же день «Правилам для учреждаемой компании» был придан характер поправок к уставу Соединённой американской компании. В целом они дополняли статьи устава 1798 года по трём основным направлениям: изменения в капитале компании (добавлялась ещё тысяча акций, в компанию разрешалось вступать всем российским подданным), монопольный статус единой компании и точное определение границ Российской империи в «Северо-Восточной части Америки». В «Правила» были включены параграфы об учреждении печати и герба компании, бумаги и формы, по которым должны были печататься акции.
Одновременно с «Правилами» был утверждён и документ под названием «Содержание привилегий для учреждаемой компании». Согласно его первому параграфу, территории до 55° северной широты с прилегающими островами давались в пользование компании «по праву обладания оных Россиею». Компании предоставлялась возможность производить открытия и к югу от 55 параллели, если при этом обнаружится, что территории не заняты другими государствами. Российско-американская компания получала право «пользоваться ей всем тем, что доныне в сих местах как на поверхности, так и в недрах земли было ею отыскано, и впредь отыщется без всякаго со стороны других на то притязания».

## Проведение в жизнь
Указ был напечатан и опубликован в столице 8 (19) июля 1799 года (ПСЗ, 1801, Закон № 19030), и был разослан во все правительственные учреждения. Текст «Правил» и «Привилегий» был разослан Коммерц-коллегией во все «таможни и заставы для сведения и должного исполнения».
27 декабря 1799 года император подписал жалованную грамоту, в которой подтвердил «Правила» и «Привилегии» Российско-американской компании. 19 октября 1800 года император приказал перевести Главную контору из Иркутска в Санкт-Петербург.